# American-Flyers-Airline-Flug 280/D
American-Flyers-Airline-Flug 280/D war ein Inlandsflug der amerikanischen Fluggesellschaft American Flyers Airline (AFA) am 22. April 1966. Das Flugzeug stürzte bei einem Landeversuch vor dem örtlichen Flughafen von Ardmore im US-Bundesstaat Oklahoma ab. Von 98 Insassen kamen 83 ums Leben. Dieser Unfall gilt bis heute als der schwerste Flugunfall in Oklahoma.

## Der Flugverlauf
Die Crew flog an diesem Tag mehrere Überstellungsflüge für das amerikanische Militär. Der letzte Flug führte von Monterey (Kalifornien) nach Columbus (Georgia) mit einem Zwischenstopp am Ardmore Municipal Airport in Ardmore. Die Maschine hob planmäßig um 16:32 Uhr vom Monterey Peninsula Airport in Monterey ab und flog unter Sichtflug-Bedingungen über Denver, Tuba City, Las Vegas, Amarillo, Altus nach Ardmore. An Bord befanden sich fünf Besatzungsmitglieder und 93 Passagiere.
Über Amarillo verdichteten sich die Wolken und das Wetter wurde zusehends schlechter. Beim Anflug auf den Ardmore Municipal Airport wurden die Wetterverhältnisse an die Crew an Bord mit 6 km Sichtweite, leichtem Regen und Nebel bei 6 Knoten Wind angegeben. Die Crew bestätigte diese Wetterangaben und schätzte die Ankunftszeit auf 20:28 Uhr ein. Die letzte Positionsangabe erfolgte um 20:26 Uhr über dem Funkfeuer Ardmore. Die Besatzung der Flugverkehrskontrolle konnte rund zwei Minuten später nördlich des Flughafens die Landelichter der Maschine sehen, die sich in Richtung Osten bewegte. Die Crew des Flugzeuges ersuchte um 20:29 Uhr die Flugverkehrskontrolle, die Beleuchtung für die Landebahn 12/30 einzuschalten. Um 20:30 Uhr sah die Besatzung der Flugverkehrskontrolle nordöstlich des Flughafens einen Feuerball. Als die Kontaktaufnahme per Funk scheiterte, wurde die Feuerwehr alarmiert.
Das Flugzeug stürzte rund 2,5 km nordöstlich (Koordinaten: 34° 19′ 42,2″ N, 96° 58′ 55,5″ W) des Flughafens ab. 18 Überlebende wurden aus den Trümmern geborgen, drei davon verstarben wenige Tage später im Krankenhaus. Unter den Todesopfern befanden sich alle fünf Crewmitglieder.

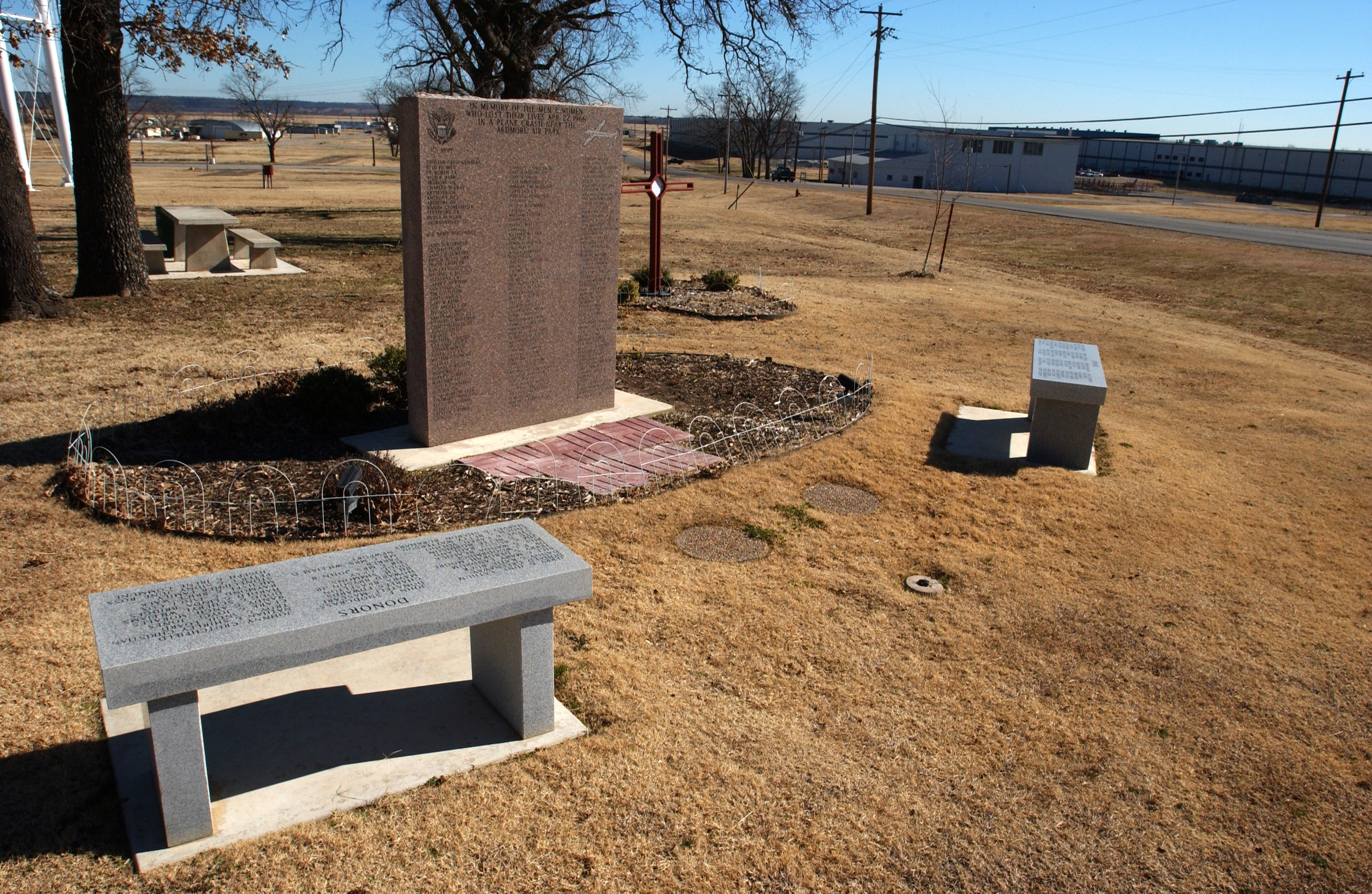
Die Gedenkstätte „American Flyers Memorial Park“

## Ursache
Der Eigentümer der Fluggesellschaft und Kapitän der Maschine Reed Pigman (59) erlitt am Steuer der Maschine nur wenige Sekunden vor der beabsichtigten Landung einen tödlichen Herzinfarkt und verlor die Kontrolle über das Flugzeug. Dem Ersten Offizier gelang es nicht mehr, die Leistung der Triebwerke zu erhöhen, um an Höhe zu gewinnen. An der Absturzstelle und am Flughafen wurde ein Denkmal zum Gedenken an die Opfer errichtet (Koordinaten: 34° 18′ 0,6″ N, 97° 2′ 11,8″ W).

## Das Fluggerät
Die Lockheed L-188C, ein viermotoriges Turboprop-Flugzeug für den Personen- und Frachttransport auf Kurz- und Mittelstrecken, war bis zum Unfallzeitpunkt 4019 Flugstunden geflogen.